# Королівський Шекспірівський театр
Королівський шекспірівський театр (RST) (англ. Royal Shakespeare Theatre) — англійський драматичний театр, який належить Королівській шекспірівській компанії, присвячений англійському драматургу та поету Вільяму Шекспіру, п'єси якого і складають репертуар театру. Розташований у місті Стретфорд-на-Ейвоні (регіон Західний Мідленд, біля річки Ейвон), де народився Шекспір. Будівля охоплює менший театр «Свон» (Лебединый театр). Перевідкриття Королівського театру Шекспіра та «Свон» відбулися у листопаді 2010 року після капітального ремонту, відомого як «Проєкт трансформації».
Сцена висунута до глядацької зали. Театр розраховано на 1040 місць.

## Історія
Вперше побудований у 1879 році. Театр згорів в 1926 році, і для нього на тому ж місці за проєктом архітекторки Елізабет Скотт зведено новий будинок, що існує донині. На відкритті театру в 1932 році був присутній Принц Уельський Едуард.